# ザ・ラグビーチャンピオンシップ
ザ・ラグビーチャンピオンシップ (英: The Rugby Championship)は、南アフリカ代表（スプリングボクス）、オーストラリア代表（ワラビーズ）、ニュージーランド代表（オールブラックス）、アルゼンチン代表（ロス・プーマス）の南半球4か国のナショナルチームが参加する国際リーグ戦。毎年8月から10月までのうち6週間程度の期間で行われる。主催はSANZAAR。北半球6か国代表によるシックス・ネイションズと並ぶ、強豪国リーグである。

## 概要
1996年から2011年までは、南アフリカ、オーストラリア、ニュージーランドの3か国によるトライネーションズ（Tri Nations）として開催されていた。「Tri」は3か国対抗戦の「3」を表す。2012年からアルゼンチンが加入し４か国になったため、「ザ・ラグビーチャンピオンシップ」に名称が変更された。
2020年、新型コロナウイルス感染症の世界的流行のため、南アフリカが辞退した。9年ぶりに3か国（アルゼンチン、オーストラリア、ニュージーランド）の対抗戦となり、開催地はオーストラリアに限定された。構成国は異なるものの、大会名が「トライネーションズ2020」（2020 Tri Nations Series）となった。

## 冠スポンサー
毎年、各国で自国内向けに大会冠スポンサーを設けており、各国で大会名が異なる。2025年大会の呼称は以下の通り。

### ニュージーランド
「リポビタンD・ラグビーチャンピオンシップ（Lipovitan-D Rugby Championship）」 - 2022年大会から。2022年1月1日から大正製薬がニュージーランドラグビー協会のプレミアムグローバルパートナーとなったため。

### 南アフリカ共和国
「キャッスルラガー・ラグビーチャンピオンシップ（Castle Lager Rugby Championship）」 - 2012年大会から。キャッスルラガーは南アフリカ共和国のビール会社ブランド。

### オーストラリア
「フライトセンター・ラグビーチャンピオンシップ（Flight Centre Rugby Championship）」 - 2024年から。フライトセンターはオーストラリアの旅行代理店。

### アルゼンチン
「ラグビーチャンピオンシップ・ビザ・バンコ・マクロ・（Rugby Championship VISA Banco Macro）」 - 2024年から。バンコ・マクロはアルゼンチンの銀行。

## 2国間トロフィー
ザ・ラグビーチャンピオンシップ内で競われる2国間トロフィーは、以下の4つ。
- ブレディスローカップ ：  オーストラリア vs.  ニュージーランド
- マンデラチャレンジプレート ：  南アフリカ共和国 vs.  オーストラリア
- フリーダムカップ ：  南アフリカ共和国 vs.  ニュージーランド
- ピューマトロフィー ：  アルゼンチン vs.  オーストラリア

2012年以降、通常年は 対戦が2試合あるため、前年大会でトロフィーを持つチームは、「2勝」「1勝1引き分け」「1勝1敗」の場合に、「トロフィーを守った」とされ 連覇となる。このため、前年トロフィー保持チームは、1勝した時点で連覇が決まる。逆に、トロフィーを奪還するためには「2勝」または「1勝1引き分け」となる必要がある。
ワールドカップ開催年は 各1回の対戦しかないため、1試合の勝敗でトロフィーの行方が決まる。

## 大会概要
勝ち点（ボーナスポイントを含む）の合計で優勝を競う。
- 勝利: 4点
- 引き分け: 2点
- 敗戦: 0点

- ボーナスポイント（以下の2項目）
  - 7点差以内の負けで1点
  - 【2016年大会以降】対戦相手より3回以上多くトライを獲得すると1点（勝敗に関係ない）[14]
  - 【2015年大会まで】4トライ以上で1点（勝敗に関係ない）- ワールドカップやジャパンラグビーリーグワンのリーグ戦と同じ

2016年以降のボーナスポイントのルールは、SANZAAR主催の大会（スーパーラグビーを含む）で共通となる。

### 2022年からの対戦フォーマット
2021年まで（新型コロナウイルス感染症対策時期を除く）、各チームとも 同一対戦相手とホームとアウェーをほぼ等しく入れ替えて行っていた。
2022年からはフォーマットを変え、「ミニツアー」的要素を取り入れた。これは、同じ相手チームに対して2試合連続でアウェーで試合を行う（2試合連続で行うために相手国へ遠征する）ほか、逆に、相手チームが2試合連続で試合をしに来る、という内容。観客が2試合続けて同一チームとの対戦を地元で観戦でき、遠征ツアーのようなボリューム感を増すねらいがある。残り2試合は、今までのようにホームとアウェーを入れ替えて1試合ずつ行う。なお、必ず1チームがビジターとして来ないことになる。チーム対戦構成は、年度ごとに変わる。
以下の表は2025年実施のもの。このフォーマットは少なくとも2025年まで行われる。

#### ザ・ラグビーチャンピオンシップ2025日程表
第4試合（Round 4）までは、同一相手との対戦において、ホームとアウェーの入れ替えが無い。
| 南アフリカの日程                                          | 南アフリカの日程                | 南アフリカの日程              | 南アフリカの日程 |
| 試合順                                                    | ホーム 側                       | 自チーム                      | アウエー 側      |
| --------------------------------------------------------- | ------------------------------- | ----------------------------- | ---------------- |
| 第1試合                                                   |                                 | 南アフリカ (ホーム)           | オーストラリア   |
| 第2試合                                                   |                                 | 南アフリカ (ホーム)           | オーストラリア   |
| 第3試合                                                   | ニュージーランド                | 南アフリカ (アウェー)         |                  |
| 第4試合                                                   | ニュージーランド                | 南アフリカ (アウェー)         |                  |
| 第5試合                                                   |                                 | 南アフリカ (ホーム)           | アルゼンチン     |
| 第6試合                                                   | アルゼンチン イングランドで実施 | 南アフリカ イングランドで実施 |                  |
| ニュージーランドとオーストラリアは、 南アフリカに来ない。 |                                 |                               |                  |

| アルゼンチンの日程                                    | アルゼンチンの日程 | アルゼンチンの日程              | アルゼンチンの日程            |
| 試合順                                                | ホーム 側          | 自チーム                        | アウエー 側                   |
| ----------------------------------------------------- | ------------------ | ------------------------------- | ----------------------------- |
| 第1試合                                               |                    | アルゼンチン (ホーム)           | ニュージーランド              |
| 第2試合                                               |                    | アルゼンチン (ホーム)           | ニュージーランド              |
| 第3試合                                               | オーストラリア     | アルゼンチン (アウェー)         |                               |
| 第4試合                                               | オーストラリア     | アルゼンチン (アウェー)         |                               |
| 第5試合                                               | 南アフリカ         | アルゼンチン (アウェー)         |                               |
| 第6試合                                               |                    | アルゼンチン イングランドで実施 | 南アフリカ イングランドで実施 |
| オーストラリアと南アフリカは、 アルゼンチンに来ない。 |                    |                                 |                               |

| オーストラリアの日程                    | オーストラリアの日程 | オーストラリアの日程      | オーストラリアの日程 |
| 試合順                                  | ホーム 側            | 自チーム                  | アウエー 側          |
| --------------------------------------- | -------------------- | ------------------------- | -------------------- |
| 第1試合                                 | 南アフリカ           | オーストラリア (アウェー) |                      |
| 第2試合                                 | 南アフリカ           | オーストラリア (アウェー) |                      |
| 第3試合                                 |                      | オーストラリア (ホーム)   | アルゼンチン         |
| 第4試合                                 |                      | オーストラリア (ホーム)   | アルゼンチン         |
| 第5試合                                 | ニュージーランド     | オーストラリア (アウェー) |                      |
| 第6試合                                 |                      | オーストラリア (ホーム)   | ニュージーランド     |
| 南アフリカは、 オーストラリアに来ない。 |                      |                           |                      |

| ニュージーランドの日程                      | ニュージーランドの日程 | ニュージーランドの日程      | ニュージーランドの日程 |
| 試合順                                      | ホーム 側              | 自チーム                    | アウエー 側            |
| ------------------------------------------- | ---------------------- | --------------------------- | ---------------------- |
| 第1試合                                     | アルゼンチン           | ニュージーランド (アウェー) |                        |
| 第2試合                                     | アルゼンチン           | ニュージーランド (アウェー) |                        |
| 第3試合                                     |                        | ニュージーランド (ホーム)   | 南アフリカ             |
| 第4試合                                     |                        | ニュージーランド (ホーム)   | 南アフリカ             |
| 第5試合                                     |                        | ニュージーランド (ホーム)   | オーストラリア         |
| 第6試合                                     | オーストラリア         | ニュージーランド (アウェー) |                        |
| アルゼンチンは、 ニュージーランドに来ない。 |                        |                             |                        |

### ラグビーワールドカップ開催年
ワールドカップ開催年には、対戦数が縮小される。各チームとも、2007年・2011年は計4試合のみ、2015年・2019年・2023年は計3試合のみ行われた。

#### 2023年「ザ・ラグビーチャンピオンシップ」日程表
| 南アフリカの日程 | 南アフリカの日程 | 南アフリカの日程      | 南アフリカの日程 |
| 試合順           | ホーム 側        | 自チーム              | アウエー 側      |
| ---------------- | ---------------- | --------------------- | ---------------- |
| 第1試合          |                  | 南アフリカ (ホーム)   | オーストラリア   |
| 第2試合          | ニュージーランド | 南アフリカ (アウェー) |                  |
| 第3試合          |                  | 南アフリカ (ホーム)   | アルゼンチン     |

| アルゼンチンの日程 | アルゼンチンの日程 | アルゼンチンの日程      | アルゼンチンの日程 |
| 試合順             | ホーム 側          | 自チーム                | アウエー 側        |
| ------------------ | ------------------ | ----------------------- | ------------------ |
| 第1試合            |                    | アルゼンチン (ホーム)   | ニュージーランド   |
| 第2試合            | オーストラリア     | アルゼンチン (アウェー) |                    |
| 第3試合            | 南アフリカ         | アルゼンチン (アウェー) |                    |

| オーストラリアの日程 | オーストラリアの日程 | オーストラリアの日程      | オーストラリアの日程 |
| 試合順               | ホーム 側            | 自チーム                  | アウエー 側          |
| -------------------- | -------------------- | ------------------------- | -------------------- |
| 第1試合              | 南アフリカ           | オーストラリア (アウェー) |                      |
| 第2試合              |                      | オーストラリア (ホーム)   | アルゼンチン         |
| 第3試合              |                      | オーストラリア (ホーム)   | ニュージーランド     |

| ニュージーランドの日程 | ニュージーランドの日程 | ニュージーランドの日程      | ニュージーランドの日程 |
| 試合順                 | ホーム 側              | 自チーム                    | アウエー 側            |
| ---------------------- | ---------------------- | --------------------------- | ---------------------- |
| 第1試合                | アルゼンチン           | ニュージーランド (アウェー) |                        |
| 第2試合                |                        | ニュージーランド (ホーム)   | 南アフリカ             |
| 第3試合                | オーストラリア         | ニュージーランド (アウェー) |                        |

## 戦績
- ラグビーワールドカップ開催のため、2007年・2011年は各チーム4試合ずつ、2015年・2019年・2023年は各チーム3試合ずつ行われた。
- 2011年までは、南アフリカ共和国、オーストラリア、ニュージーランドの3か国による「トライネーションズ（Tri Nations）」、2012年からはアルゼンチンを加えた4か国による「ザ・ラグビーチャンピオンシップ」となる。

- 2020年大会は、新型コロナウイルス感染症の世界的流行により南アフリカ共和国が不参加、アルゼンチン、オーストラリア、ニュージーランドの3カ国により「トライネーションズ」となった。

### トライネーションズ (1996–2011, 2020)
- ブレディスローカップは、オーストラリアとニュージーランドとの対戦の勝者に与えられる。
- マンデラチャレンジプレートは、南アフリカとオーストラリアとの対戦の勝者。
- フリーダムカップは、南アフリカとニュージーランドとの対戦の勝者。
- ピューマトロフィーは、アルゼンチンとオーストラリアとの対戦の勝者。
- ウドゥン・スプーン（木製スプーン）は、最下位チームに与えられる呼称。トロフィーやその授与式は無い。

| 開催年 | 優勝               | ブレディスローカップ | マンデラチャレンジプレート | フリーダムカップ  | ピューマトロフィー | ウドゥン・スプーン |
| ------ | ------------------ | -------------------- | -------------------------- | ----------------- | ------------------ | ------------------ |
| 1996   | ニュージーランド1  | ニュージーランド1    | 争われず                   | 争われず          | 争われず           | オーストラリア1    |
| 1997   | ニュージーランド2  | ニュージーランド2    | 争われず                   | 争われず          | 争われず           | オーストラリア2    |
| 1998   | 南アフリカ共和国1  | オーストラリア1      | 争われず                   | 争われず          | 争われず           | ニュージーランド1  |
| 1999   | ニュージーランド3  | オーストラリア2      | 争われず                   | 争われず          | 争われず           | 南アフリカ共和国1  |
| 2000   | オーストラリア1    | オーストラリア3      | オーストラリア1            | 争われず          | 争われず           | 南アフリカ共和国2  |
| 2001   | オーストラリア2    | オーストラリア4      | 争われず                   | 争われず          | 争われず           | 南アフリカ共和国3  |
| 2002   | ニュージーランド4  | オーストラリア5      | 南アフリカ共和国1          | 争われず          | 争われず           | 南アフリカ共和国4  |
| 2003   | ニュージーランド5  | ニュージーランド3    | 争われず                   | 争われず          | 争われず           | 南アフリカ共和国5  |
| 2004   | 南アフリカ共和国2  | ニュージーランド4    | 争われず                   | 南アフリカ共和国1 | 争われず           | ニュージーランド2  |
| 2005   | ニュージーランド6  | ニュージーランド5    | 南アフリカ共和国2          | オーストラリア3   | 争われず           |                    |
| 2006   | ニュージーランド7  | ニュージーランド6    | オーストラリア2            | ニュージーランド1 | 争われず           | 南アフリカ共和国6  |
| 2007   | ニュージーランド8  | ニュージーランド7    | オーストラリア3            | ニュージーランド2 | 争われず           | 南アフリカ共和国7  |
| 2008   | ニュージーランド9  | ニュージーランド8    | オーストラリア4            | ニュージーランド3 | 争われず           | 南アフリカ共和国8  |
| 2009   | 南アフリカ共和国3  | ニュージーランド9    | 南アフリカ共和国3          | 南アフリカ共和国2 | 争われず           | オーストラリア4    |
| 2010   | ニュージーランド10 | ニュージーランド10   | オーストラリア5            | ニュージーランド4 | 争われず           | 南アフリカ共和国9  |
| 2011   | オーストラリア3    | ニュージーランド11   | オーストラリア6            | ニュージーランド5 | 争われず           | 南アフリカ共和国10 |
| 開催年 | 優勝               | ブレディスローカップ | マンデラチャレンジプレート | フリーダムカップ  | ピューマトロフィー | ウドゥン・スプーン |

### ザ・ラグビーチャンピオンシップ (2012–2019, 2021-)
南アフリカ共和国不在の3か国による「トライネーションズ2020」も、トロフィー争奪の履歴のため、この表に含める。
- ブレディスローカップは、オーストラリアとニュージーランドとの対戦の勝者。
- マンデラチャレンジプレートは、南アフリカとオーストラリアとの対戦の勝者。
- フリーダムカップは、南アフリカとニュージーランドとの対戦の勝者。
- ピューマトロフィーは、アルゼンチンとオーストラリアとの対戦の勝者。
- ウドゥン・スプーン（木製スプーン）は、最下位チームに与えられる呼称。トロフィーやその授与式は無い。

| 開催年 | 優勝               | ブレディスローカップ | マンデラチャレンジプレート | フリーダムカップ   | ピューマトロフィー | ウドゥン・スプーン |
| ------ | ------------------ | -------------------- | -------------------------- | ------------------ | ------------------ | ------------------ |
| 2012   | ニュージーランド11 | ニュージーランド12   | オーストラリア7            | ニュージーランド6  | オーストラリア1    | アルゼンチン1      |
| 2013   | ニュージーランド12 | ニュージーランド13   | 南アフリカ共和国4          | ニュージーランド7  | オーストラリア2    | アルゼンチン2      |
| 2014   | ニュージーランド13 | ニュージーランド14   | 南アフリカ共和国5          | ニュージーランド8  | オーストラリア3    | アルゼンチン3      |
| 2015   | オーストラリア4    | ニュージーランド15   | オーストラリア8            | ニュージーランド9  | オーストラリア4    | 南アフリカ共和国11 |
| 2016   | ニュージーランド14 | ニュージーランド16   | オーストラリア9            | ニュージーランド10 | オーストラリア5    | アルゼンチン4      |
| 2017   | ニュージーランド15 | ニュージーランド17   | オーストラリア10           | ニュージーランド11 | オーストラリア6    | アルゼンチン5      |
| 2018   | ニュージーランド16 | ニュージーランド18   | オーストラリア11           | ニュージーランド12 | オーストラリア7    | アルゼンチン6      |
| 2019   | 南アフリカ共和国4  | ニュージーランド19   | 南アフリカ共和国6          | ニュージーランド13 | オーストラリア8    | アルゼンチン7      |
| 2020   | ニュージーランド17 | ニュージーランド20   | 争われず                   | 争われず           | オーストラリア9    | オーストラリア5    |
| 2021   | ニュージーランド18 | ニュージーランド21   | オーストラリア12           | ニュージーランド14 | オーストラリア10   | アルゼンチン8      |
| 2022   | ニュージーランド19 | ニュージーランド22   | オーストラリア13           | ニュージーランド15 | オーストラリア11   | アルゼンチン9      |
| 2023   | ニュージーランド20 | ニュージーランド23   | 南アフリカ共和国7          | ニュージーランド16 | アルゼンチン1      | オーストラリア6    |
| 2024   | 南アフリカ共和国5  | ニュージーランド24   | 南アフリカ共和国8          | 南アフリカ共和国3  | アルゼンチン2      | オーストラリア7    |
| 2025   |                    |                      |                            |                    |                    |                    |
| 開催年 | 優勝               | ブレディスローカップ | マンデラチャレンジプレート | フリーダムカップ   | ピューマトロフィー | ウドゥン・スプーン |

### タイトル獲得数（1996年以降）
2024年大会までを反映。
第1回トライネーションズが行われた1996年以降の集計。その前年（1995年）までのブレディスローカップの回数は含まれない。
|                  | 優勝           | ブレディスローカップ | マンデラチャレンジプレート | フリーダムカップ | ピューマトロフィー | ウドゥン・スプーン |
| ---------------- | -------------- | -------------------- | -------------------------- | ---------------- | ------------------ | ------------------ |
| 対戦回数（年数） | 29(2024年まで) | 29(2024年まで)       | 21(2024年まで)             | 19(2024年まで)   | 13(2024年まで)     | 29(2024年まで)     |
| ニュージーランド | 20             | 24                   | ‐                          | 16               | ‐                  | 2                  |
| オーストラリア   | 4              | 5                    | 13                         | ‐                | 11                 | 7                  |
| 南アフリカ共和国 | 5              | ‐                    | 8                          | 3                | ‐                  | 11                 |
| アルゼンチン     | 0              | ‐                    | ‐                          | ‐                | 2                  | 9                  |

## テレビ中継
世界各地への放送・配信状況は以下の通り（2025年大会）。
- Stan Sport - オーストラリア
- ナイン・ネットワーク - オーストラリア
- SKY Network Television - ニュージーランド
- SuperSport - アフリカ地区
- ESPN - 南アメリカ地区
- The Sports Network - カナダ
- スカイUK - イギリス、アイルランド
- Canal+ - フランス、モナコ、ルクセンブルク、フランス語圏スイス、アンドラ
- FloSports - アメリカ合衆国、グアム、プエルトリコ
- WOWOW - 日本
- テレフォニカ - スペイン
- Sky Pacific - フィジー
- フィジー放送公社 - フィジー
- Digicel - 太平洋諸島（サモア、トンガなど）
- Premier Sports - 東南アジア
- Sky Italia - イタリア、バチカン市国、サンマリノ、スイスティチーノ州、スイス
- NZR+（ニュージーランド協会によるストリーミングサービス）-  中東、中国、インド、スリランカ、上記を除くヨーロッパ